# Locris kambovensis
Locris kambovensis är en insektsart som beskrevs av William Lucas Distant 1908. Locris kambovensis ingår i släktet Locris och familjen spottstritar. Inga underarter finns listade i Catalogue of Life.